# Ручна мортирка

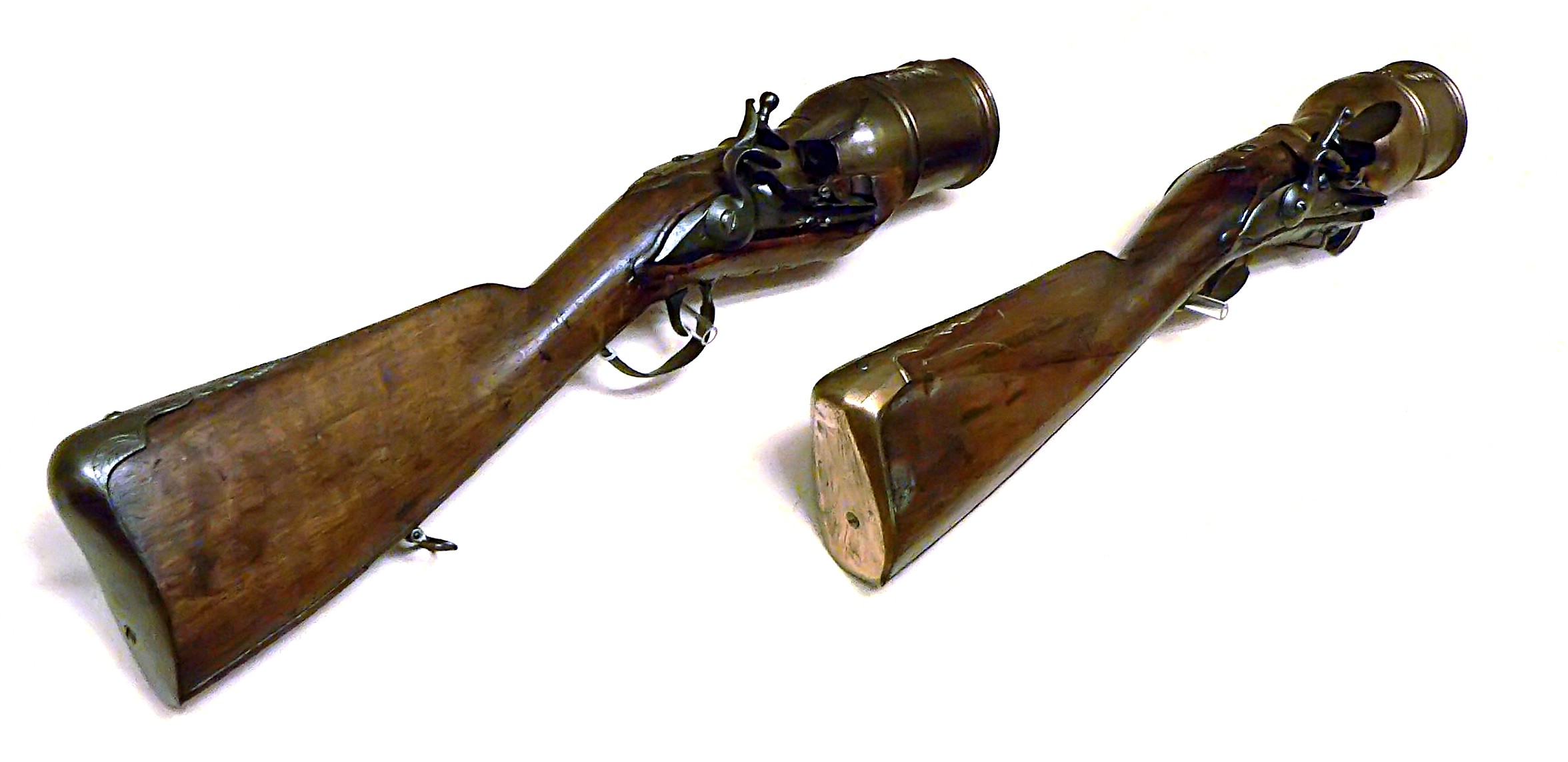
Кремінні гранатомети XIX століття

Бомбардир Російської імператорської армії 1700—1733 рр. з мортиркою й алебардою

Ручна мортирка — ручна вогнепальна зброя, призначена для стрільби гранатами. Є продовженням розвитку ручниць. З'явилися в Західній Європі в кінці XVII століття, в Росії — на початку XVIII ст.
Мортирки використовувалися обмежено в першій половині XVIII ст., потім були передані на озброєння фортець, де і дожили до початку XIX ст. Знову до ідеї цієї зброї повернулися на початку XX ст., під час Першої світової війни, коли на рушничний ствол кріпилася коротка мортира для метання гранат. Постріл здійснювався холостим патроном. Ефективність стрільби з ручних мортирок — під сумнівом. Граната тієї епохи споряджалася невеликим зарядом чорного пороху, в результаті її фугасна і осколкова дія була невелика. Це стало однією з причин, чому ручні мортирки не набули поширення. Прообраз сучасних гранатометів.

## Механізм
Особливість мортирок полягала в будові ствола, який складався з двох частин: котла, куди вкладалася граната, і вузької циліндричної зарядної камори. Ручні мортирки були трьох видів. З бронзовим або залізним стволом у звичайній рушничній ложі мортирки використовували бомбардири і гренадери піхотних полків; із залізним стволом і довгим прикладом, що мали прямокутний виріз — драгуни. Третій варіант, мортирки з бронзовим стволом, був аналогічний драгунському. Ці мортири перебували на озброєнні в флоті. Виріз на прикладі був необхідний для упору ручної мортирки в сідло або в гніздо на палубі корабля. Заряджання і запалення заряду здійснювалось як у звичайній рушниці з кременевим замком. Діаметр котла у бомбардирських мортирок — 45-55 мм, у гренадерських — 65-75 мм, у драгунських і флотських 70-75 мм. Довжина бомбардирських — 56-62 см, гренадерських, драгунських і флотських — 80-85 см. Вага була в межах 3-5 кг. У залежності від діаметра котла металися гранати від 1,5- до 3-фунтових. Дальність стрільби доходила до 100—150 м.